# Usechimorpha barberi
Usechimorpha barberi es una especie de coleóptero de la familia Zopheridae.

## Distribución geográfica
Habita en California (Estados Unidos).